# 26. veljače
26. veljače (26. 2.) 57. je dan godine po gregorijanskom kalendaru.
Do kraja godine ima još 308 dana (309 u prijestupnoj godini).

## Događaji
- 1266. – Kralj Manfred od Sicilije ubijen je u bitci kod Beneventa u kojoj se borio protiv anžuvinskih snaga pod vodstvom Karla, grofa od Anjoua.
- 1815. – Napoleon bježi s Elbe.
- 1848. – Proglašena je Druga Francuska Republika.
- 1935. – Adolf Hitler naredio je obnavljanje Luftwaffea i prekršio Versajski sporazum.
- 1935. – Robert Watson-Watt prvi je demonstrirao uporabu radara.
- 1952. – Ujedinjeno Kraljevstvo: Premijer Winston Churchill izjavljuje da njegova nacija ima atomsku bombu.
- 1993. – Velikosrpski režim Slobodana Miloševića protjerao Hrvate iz sela Janjeva.[1]
- 1993. – Teroristički napad na WTC, a kao posljedica je smrt šest osoba i tisuće ranjenih

| - 1564. – Christopher Marlowe, engleski književnik († 1593.) - 1802. – Victor Hugo, francuski književnik († 1885.) - 1846. – Buffalo Bill, američki pionir, ratnik i policajac - 1851. – Slavko Cuvaj, hrvatski ban i političar († 1931.) - 1879. – Branko Vodnik, hrvatski književnik i povjesničar († 1926.) - 1895. – Josip Pavičić, hrvatski književnik († 1963.) - 1923. – Franjo Majetić, hrvatski glumac († 1991.) - 1925. – Vojislav Đurić, srpski povjesničar umjetnosti († 1996.) - 1952. – Luka Peruzović, hrvatski nogometaš i nogometni trener - 1972. – Krešimir Mišak, hrvatski novinar znanosti, pisac, rock glazbenik - 1979. – Corinne Bailey Rae, engleska pjevačica - 1982. – Na Li, kineska tenisačica - 1983. – Pepe, portugalski nogometaš - 1984. – Emmanuel Adebayor, togoanski nogometaš - 1987. – Juraj Kucka, slovački nogometaš - 1987. – Andrea Šušnjara, hrvatska pjevačica - 1755. – Juraj Damšić, hrvatski pisac iz Gradišća (* 1686.) - 1969. – Karl Jaspers, njemački filozof i psihijatar (* 1883.) - 1991. – Zvane Črnja, hrvatski književnik (* 1920.) - 1997. – Giuseppe Nuccio Bertone, talijanski proizvođač automobila (* 1914.) - 2004. – Boris Trajkovski, makedonski predsjednik - 2007. – Vladimir Muljević, prof. emeritus, prvi hrvatski doktor elektrotehničkih znanosti i pionir elektrotehnike i računarstva (* 1913.) - 2013. – Višnja Machiedo, hrvatska esejistica, prevoditeljica i kritičarka (* 1940.) - 2020. – Muhamed Filipović, bošnjački filozof, ideolog i akademik (* 1929.) |

## Blagdani i spomendani
- Dan liječnika Hrvatske

## Imendani
- Aleksandar
- Aleksa
- Sandra
- Robert
- Viktor
- Branimir